# Chó Chamuco
Chó Chamuco (trong tiếng Mexico có nghĩa là "ma quỷ"), còn được gọi dưới cái tên khác là Mexico Pitbull là một giống chó không được công nhận bởi bất kỳ hiệp hội Canofile nào. Giống chó này có nguồn gốc ở trung tâm Mexico, và phát triển ở đất nước này vào những năm 1970. Chó Chamuco là kết quả của sự phối giống ngẫu nhiên hoặc lai giống có chủ ý giữa hai giống chó Pit Bull Terrier Hoa Kỳ với giống chó bò Mexico, một giống đã bị tuyệt chủng, chó hoang, Chó Bully Hoa Kỳ, Chó bò xanh, Chó săn Staffordshire, Chó săn Staffordshire Hoa Kỳ và có lẽ cả với Chó Boxer. Tên "Chamuco" của nó xuất phát từ tiếng lóng trong tiếng Mexico có nghĩa là ma quỷ vì tính khí và sự kiên trì của nó. Ngoài ra, giống chó này còn được gọi là Chó Pitbull Mexico hoặc Chó Tiểu Pitbull, nhưng thực sự giống này có nguồn gốc từ Chó Dogo tại Mexico.
Chó Chamuco là một chủng loài ít được biết đến và thậm chí bị từ chối công nhận vì nó không phải là loại chó có thể dễ dàng mua được tại bất kỳ cửa hàng vật nuôi nào; được chọn lọc giống cách bí mật và chúng cơ bản là một giống chó dùng để chiến đấu. Giống chó này hiếm khi được tìm thấy trong vai trò một con thú cưng ở các khu vực nổi tiếng của Thành phố Greater Mexico, Greater Puebla, Greater Pachuca de Soto, Greater Querétaro và Greater Toluca.
Giống Chamuco thường bộ lông có màu khác nhau, trong đó, màu đen là màu được ưa thích nhất, ngoài ra còn có màu cà phê và màu nâu có đốm. Những chủ nhân nuôi chúng với mục đích dùng làm chó chiến đấu thường thích chó Chamuco có bộ lông tối màu, vì màu lông tối sẽ giúp việc hạn chế việc nhìn thây vết máu và che giấu được kích thước của con vật. Giống chó này có kiểu hình được xác định, không đòi hỏi cần phải quan tâm chăm sóc nhiều. Chó Chamuco có kích thước nhỏ, mảnh mai nhưng cũng có các khối cơ, tính tình hung hăng với những con chó khác do có tính tự vệ mạnh mẽ, nhưng hầu hết chúng không có có bản năng lãnh thổ nên rất tự tin với con người, rất vui tươi và bảo vệ trẻ em tốt.